# Flaggdagar i Danmark

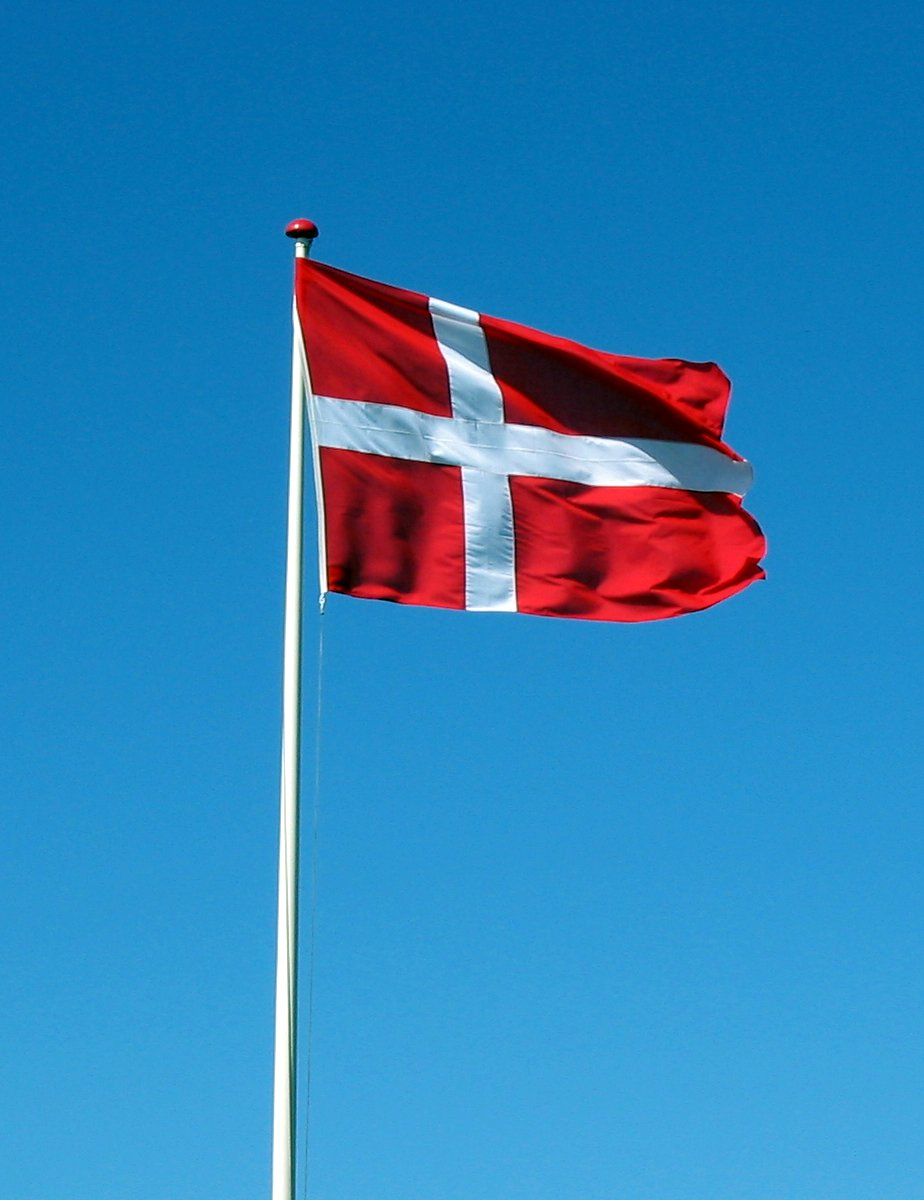
Den danska flaggan, Dannebrogen

Flaggdagar i Danmark är de dagar då danska statliga myndigheter har flaggningsplikt. Flaggning sker då med den danska flaggan Dannebrogen, i utförande av kluven flagga. På Färöarnas respektive Grönlands nationaldagar sker i stället flaggning med Färöarnas flagga Merkið respektive Grönlands flagga Erfalasorput.
Utöver de officiella flaggdagarna kan Justitiedepartementet besluta om tillfälliga officiella flaggdagar vid statsbesök eller liknande händelser. Det finns också militära flaggdagar, som regleras i särskild ordning.
Sedan 1908 verkar stiftelsen Danmarks-Samfundet för att öka nationell sammanhållning, främst genom att främja bruket av Dannebrogen. Stiftelsen rekommenderar därför ett antal ytterligare flaggdagar varje år, framför allt kopplade till Danska folkkyrkans högtider.
Riksdelarna Färöarna och Grönland har egna flaggdagar.

## Lista över Danmarks flaggdagar
Listan upptar både de officiella flaggdagarna, militära flaggdagar och sådana flaggdagar som anbefalls av Danmarks-Samfundet.
| Allmänna flaggdagar | Allmänna flaggdagar                                            | Allmänna flaggdagar                                                                        |
| ------------------- | -------------------------------------------------------------- | ------------------------------------------------------------------------------------------ |
| Dag                 | Tillfälle                                                      | Anmärkning                                                                                 |
| 1 januari           | Nyårsdagen                                                     | officiell flaggdag                                                                         |
| 29 januari          | Holmens Hæderstegn, Søværnets Ordensdag                        | militär flaggdag                                                                           |
| 2 februari          | Slaget vid Mysunde 1864                                        | militär flaggdag                                                                           |
| 5 februari          | H.M. Drottning Marys födelsedag                                | officiell flaggdag                                                                         |
| 6 februari          | H.K.H. Prinsessan Maries födelsedag                            | officiell flaggdag                                                                         |
| 10 februari         | Folkomröstningen om Sønderjylland 1920                         | flaggdag anbefallen av Danmarks-Samfundet                                                  |
| 11 februari         | Anfallet på Köpenhamn 1659                                     | militär flaggdag                                                                           |
| varierande          | Palmsöndagen                                                   | flaggdag anbefallen av Danmarks-Samfundet                                                  |
| varierande          | Skärtorsdagen                                                  | flaggdag anbefallen av Danmarks-Samfundet                                                  |
| varierande          | Långfredagen                                                   | officiell flaggdag; flaggan på halv stång under hela dagen                                 |
| varierande          | Påskdagen                                                      | officiell flaggdag                                                                         |
| varierande          | Annandag påsk                                                  | flaggdag anbefallen av Danmarks-Samfundet                                                  |
| varierande          | Stora bönedagen                                                | Anbefallen av Danmarks-Samfundet                                                           |
| 2 april             | Slaget vid Köpenhamn 1801                                      | militär flaggdag                                                                           |
| 9 april             | Ockupationen under andra världskriget                          | officiell flaggdag; flaggan på halv stång till kl. 12.00, därefter hissas den i topp       |
| 16 april            | H.M. Drottning Margrethe II:s födelsedag                       | officiell flaggdag                                                                         |
| 18 april            | Slaget vid Dybbøl 1864                                         | militär flaggdag                                                                           |
| 29 april            | H.K.H. Prinsessan Benediktes födelsedag                        | officiell flaggdag                                                                         |
| 5 maj               | Danmarks befrielse 1945                                        | officiell flaggdag                                                                         |
| 9 maj               | Slaget vid Helgoland 1864                                      | militär flaggdag                                                                           |
| varierande          | Kristi himmelsfärds dag                                        | officiell flaggdag                                                                         |
| varierande          | Pingstdagen                                                    | officiell flaggdag                                                                         |
| varierande          | Annandag pingst                                                | flaggdag anbefallen av Danmarks-Samfundet                                                  |
| 26 maj              | H.M. Kung Frederik X:s av Danmark födelsedag                   | officiell flaggdag                                                                         |
| 5 juni              | Danmarks grundlagsdag (nationaldagen)                          | officiell flaggdag; samtidigt hålls militär flaggdag för slaget vid Dybbøl 1848            |
| 7 juni              | H.K.H. Prins Joachims födelsedag                               | officiell flaggdag                                                                         |
| 15 juni             | Valdemarsdagen och återföreningsdagen 1920                     | officiell flaggdag                                                                         |
| 21 juni             | Grönlands nationaldag                                          | officiell flaggdag; den grönländska flaggan Erfalasorput hissas i stället för Dannebrogen. |
| 1 juli              | Slaget vid Köge bukt 1677                                      | militär flaggdag                                                                           |
| 6 juli              | Utfallet vid Fredericia 1849                                   | militär flaggdag                                                                           |
| 25 juli             | Slaget vid Isted 1850                                          | militär flaggdag                                                                           |
| 29 juli             | Ólavsøka, Färöarnas nationaldag (danska: Olai Dag, Olaifesten) | officiell flaggdag; den färöiska flaggan Merkið hissas i stället för Dannebrogen.          |
| 5 september         | Danmarks utsendte.                                             | officiell flaggdag för att hedra danskar i utlandstjänst                                   |
| 4 oktober           | Slaget vid Frederiksstad 1850                                  | militär flaggdag                                                                           |
| 15 oktober          | H.K.H. Kronprins Christians födelsedag                         | officiell flaggdag                                                                         |
| 25 december         | Juldagen                                                       | officiell flaggdag                                                                         |
| 26 december         | Annandag jul                                                   | Anbefallen av Danmarks-Samfundet                                                           |